# Campagnolo Super Record

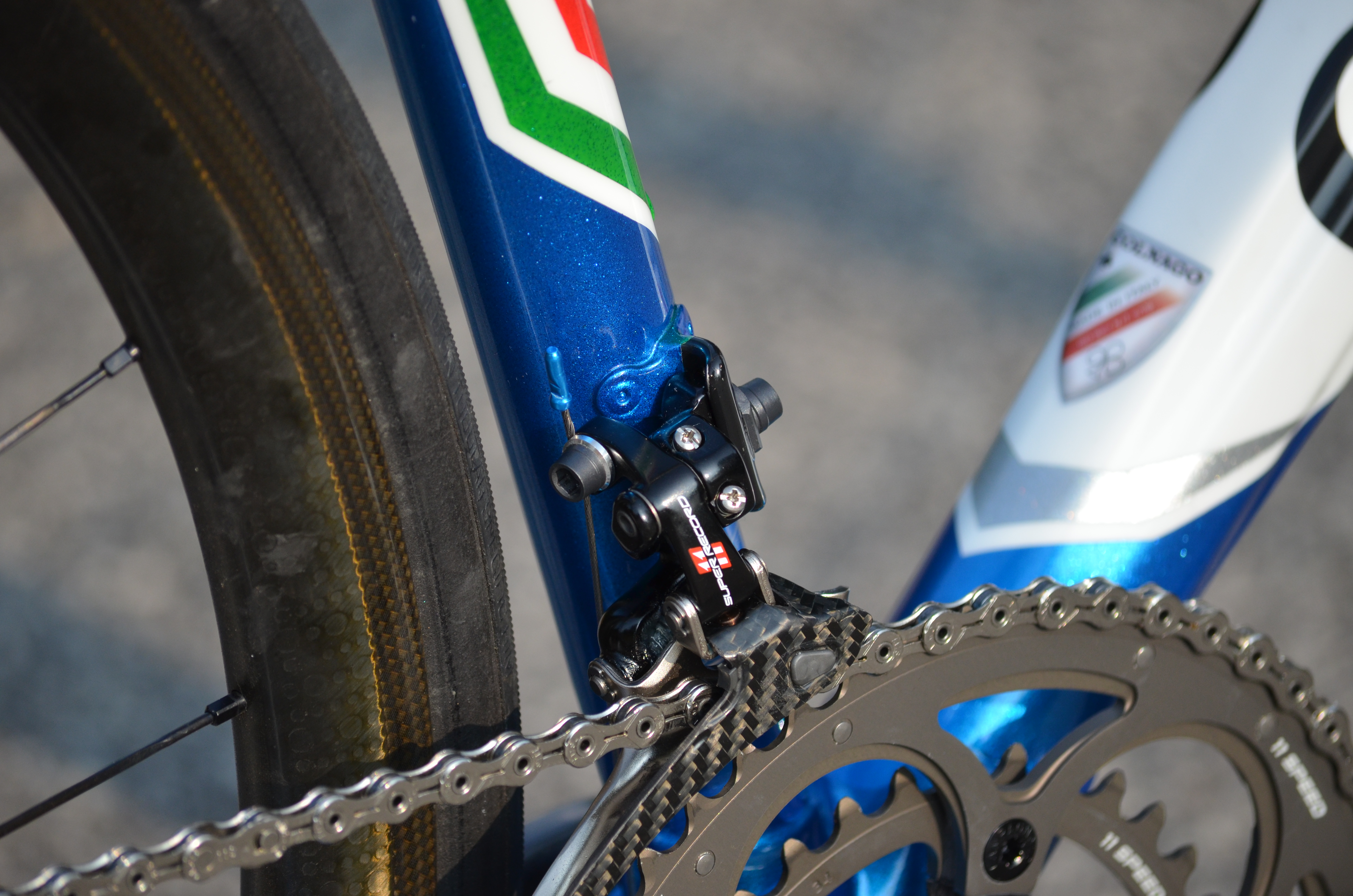
Deragliatore anteriore Super Record montato su una Colnago C59

Il Campagnolo Super Record è un gruppo per biciclette da corsa della Campagnolo che ha rappresentato il top di gamma a cavallo fra gli anni settanta e ottanta e che è stato riproposto nel 2008 con una nuova configurazione a 11 velocità

## Descrizione

### Il primo Super Record: 1973-1987

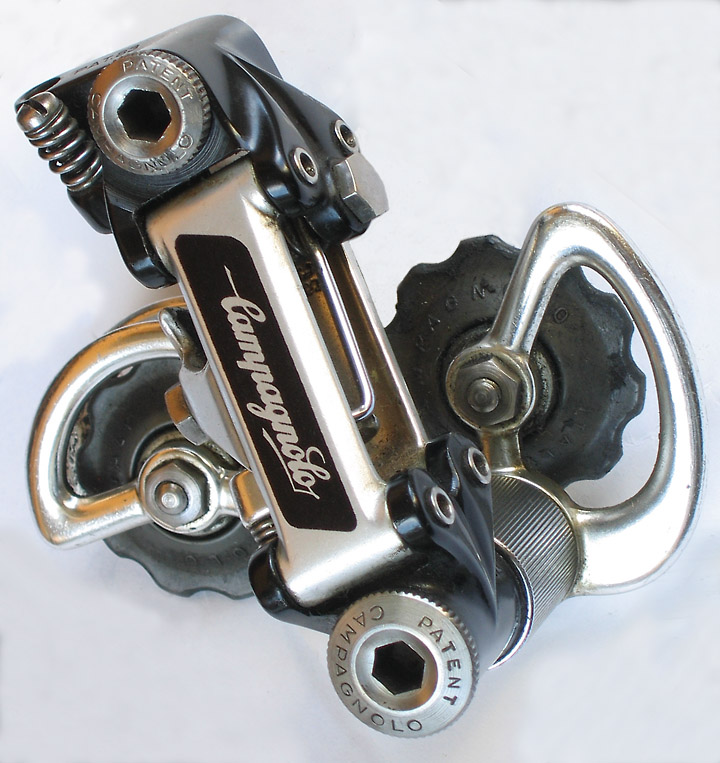
Deragliatore posteriore Super Record del 1983

Fu introdotto come gruppo completo sia per strada sia per pista nel 1973. Le prime versioni del Super Record richiamano molto le precedenti versioni di Nuovo Record e Record, sono oggi particolarmente ricercate dai collezionisti ed hanno un valore molto superiore a quelle prodotte in seguito.
Nel 1978 il gruppo subì infatti una revisione piuttosto profonda, in particolare il cambio posteriore passò dalla versione classica con la scritta in rilievo a quella con la scritta "Campagnolo" in nero sul parallelogramma. È questa versione la più comune, che tutti gli appassionati conoscono. Una versione particolare del Super Record, numerata e con parti placcate in oro, rappresenta il prestigioso Gruppo del Cinquantenario, distribuito nel 1983 per celebrare i cinquant'anni dell'azienda. La produzione dei componenti Super Record terminò nel 1987, quando già da due anni erano prodotti quelli del nuovo gruppo, il C-Record.

### Il secondo Super Record: 2008
Nel 2008 la Campagnolo ha sviluppato un nuovo gruppo chiamato Super Record per richiamare i fasti della versione precedente. Rispetto al gruppo precedente sono stati modificati molti componenti, in primi l'ergonomia dei comandi ergopower, le corone della guarnitura, nonché il deragliatore ed il cambio. Il nuovo gruppo venne infatti proposto, primo sul mercato internazionale, con 11 pignoni posteriori. Nel 2010 venne poi presentato una versione modificata con un cambio completamente in carbonio e una guarnitura con perno in titanio. Nel 2018 Campagnolo ha per prima introdotto il cambio a 12 velocità per i gruppi Super Record e Record.